# Tephritis triangula
Tephritis triangula
 es una especie de insecto díptero que Ito describió científicamente por primera vez en el año 1952.
Esta especie pertenece al género Tephritis de la familia Tephritidae.